# Хектор (город, Миннесота)
Хектор (англ. Hector) — город в округе Ренвилл, штат Миннесота, США. На площади 4 км² (4 км² — суша, водоёмов нет), согласно переписи 2002 года, проживают 1166 человек. Плотность населения составляет 291,8 чел./км².
- Телефонный код города — 320
- Почтовый индекс — 55342
- FIPS-код города — 27-28124[1]
- GNIS-идентификатор — 0644825[2]